# Proxmox Virtual Environment
Proxmox Virtual Environment (скорочено Proxmox VE) — спеціалізований Linux-дистрибутив на базі Debian GNU/Linux, націлений на розгортання і обслуговування віртуальних серверів з використанням LXC і KVM, і здатний виступити в ролі заміни таких продуктів, як VMware vSphere, Microsoft Hyper-V і Citrix Hypervisor.

## Огляд
Proxmox VE надає засоби для розгортання повністю готової системи віртуальних серверів промислового рівня з керуванням через вебінтерфейс, розрахований на управління сотнями або навіть тисячами віртуальних машин. Дистрибутив має вбудовані інструменти для організації резервного копіювання віртуальних оточень і доступну з коробки підтримку кластеризації, включаючи можливість міграції віртуальних оточень з одного вузла на інший без зупинки роботи.
Серед особливостей вебінтерфейсу:
- підтримка безпечної VNC-консолі;
- управління доступом до всіх доступних об'єктів (VM, сховищ, вузли тощо) на основі ролей;
- підтримка різних механізмів автентифікації (MS ADS, LDAP, Linux PAM, Proxmox VE authentication).

## Історія
Розробка Proxmox VE розпочалася, коли Дітмар та Мартин Маурер, два розробники Linux, з'ясували, що OpenVZ не мав інструменту резервного копіювання та GUI управління. KVM з'явився в той же час в Linux, і його було додано незабаром. Перший публічний реліз відбувся у квітні 2008 року, і платформа почала швидко набирати оборотів. Це була одна з небагатьох платформ, що забезпечувала нестандартну підтримку контейнерів та повну віртуалізацію, керована вебінтерфейсом, схожим на аналогічні комерційні пропозиції.

## Виноски
1. ↑  Proxmox Manager Git Tree. Архів оригіналу за 6 березня 2019. Процитовано 4 березня 2019.
2. ↑  Proxmox VE 6.1 released. Proxmox. Proxmox. 4 грудня 2019. Архів оригіналу за 18 вересня 2020. Процитовано 9 грудня 2019.
3. ↑  Proxmox VE 1.5: combining KVM and OpenVZ. Linux Weekly News. Архів оригіналу за 2 квітня 2016. Процитовано 10 квітня 2015.
4. ↑  Happy 5th birthday, Proxmox. Ken Hess. ZDNet. Архів оригіналу за 8 квітня 2016. Процитовано 17 липня 2015.